# Акаев, Вахит Хумидович
Вахи́т Хуми́дович Ака́ев (род. 5 февраля 1952, Ленгер, Южно-Казахстанская область) — советский и российский философ. Доктор философских наук, профессор, действительный член Академии наук Чеченской Республики, главный научный сотрудник Комплексного научно-исследовательского института РАН.

## Биография
Родился в депортации 5 февраля 1952 года в городе Ленгер Казахской ССР. По национальности — чеченец.
В 1969 году окончил школу в селе Советское Советского района Чечено-Ингушской АССР. В 1973 году окончил физико-математический факультет Чечено-Ингушского университета по специальности «Математика». В 1972 году начал работать учителем математики. В 1975 году стал директором Хал-Келоевской средней школы.

### Научная деятельность
Окончил аспирантуру при кафедре философии Московского государственного пединститута имени В. И. Ленина. В 1981 году защитил кандидатскую диссертацию по философии на тему «Особенное, единичное и целое в понимании истины». С 17 июня 1991 года являлся директором Чечено-Ингушского научно-исследовательского института истории, философии и социологии. В 1992 году стал член-корреспондентом Академии наук Чеченской Республики. В Ростовском государственном университете защитил докторскую диссертацию на тему «Суфизм в контексте арабо-мусульманской философии». В 2001 году стал профессором и заведующим кафедрой теории и практики социальной работы Чеченского университета. Опубликовал более 170 работ, среди которых монографии, брошюры, публицистика. Является членом Общественной палаты Чеченской Республики.
Имеет двоих детей.

## Награды
- Заслуженный деятель науки Чеченской Республики (5 июня 2017) — за заслуги в научно-исследовательской и научно-организационной работе, воспитании и подготовке научных кадров Чеченской Республики

### Книги
- Акаев В. Х. Суфизм и ваххабизм на Северном Кавказе. — М.: Институт этнологии и антропологии РАН, 1999. — 26 с. — ISBN 5201146589.
- Акаев В. Х. Суфийская культура на Северном Кавказе: теоретические и практические аспекты / отв. ред. Г. В. Драч. — Ростов н/Д.: Издательство СКНЦ ВШ ЮФУ, 2009. — 211 с. — ISBN 5878723719. (2-е изд. 2011)
- Акаев В. Х. Ислам в Чеченской Республике. — М.: Логос, 2008. — 83 с.

### Статьи
- Акаев В. Х., Мирзаев С. Б. Тарикат шазилийа в Дагестане: факторы появления, сущность и социокультурная роль // Известия высших учебных заведений. Северо-Кавказский регион. Серия общественные науки. — 2011. — № 3. — С. 5—9. — ISSN 0321-3056.
- Акаев В. Х. Философские основания культурологической концепции Ю. А. Жданова и В. Е. Давидовича // Гуманитарий Юга России : журнал. — 2012. — № 2. — С. 225—230.
- Акаев В. Х. О необходимости разработки новой концепции национальной политики // Гуманитарий Юга России : журнал. — 2012. — № 1. — С. 159—167.
- Акаев В. Х. Ахмед Ибрагимович Османов – личность нравственная и интеллектуальная // Гуманитарий Юга России : журнал. — 2013. — № 2. — С. 127—132.

- Акаев В. Х., Дьяченко А. Н. На пути к научной биографии Юрия Андреевича Жданова // Гуманитарий Юга России : журнал. — 2014. — № 3. — С. 183—193.